# BUCK-TICK
BUCK-TICK（バクチク）は、日本のロックバンド。1984年春に非難GO-GOを結成。同年夏頃、オリジナル曲を作り始めたことからBUCK-TICKに改名し、インディーズ活動を経て、1987年11月にアルバム『SEXUAL×××××!』をリリースしメジャーデビューを果たす。
2023年10月19日、ボーカル・櫻井敦司が脳幹出血により死去。当日はKT Zepp Yokohamaで公演しており、ライブ3曲目終了後に救急車で搬送された先の病院で亡くなった。

## メンバー
※名前の表記や担当楽器の記載、掲載順は、公式サイトの「PROFILE」に準拠。
- 今井 寿（いまい ひさし） 1965年10月21日 - 、群馬県藤岡市出身：ボーカル、バッキング・ボーカル、ギター、シンセサイザー、プログラミング & ノイズ
- 星野 英彦（ほしの ひでひこ） 1966年6月16日 - 、群馬県藤岡市出身：ボーカル、バッキング・ボーカル、ギター、シンセサイザー & プログラミング
- 樋口 豊（ひぐち ゆたか） 1967年1月24日 - 、群馬県高崎市出身：ベース
- ヤガミ・トール 1962年8月19日 - 、群馬県高崎市出身：ドラムス
- 櫻井 敦司（さくらい あつし） 1966年3月7日 - 2023年10月19日（57歳没）[6][7]、群馬県藤岡市出身：ボーカル

## 来歴
- 1984年
  - 3月、前身バンドである「非難GO-GO」を結成。
  - 櫻井はドラムとして参加、ボーカルはアラキ（→ DOG'GIE DOGG）であった。
  - バンド初のオリジナル楽曲『フリークス』を星野英彦が作曲する。
  - 夏頃「BUCK-TICK」へ改名。
- 1985年
  - 8月4日、新宿JAMにてライブデビュー。
  - 10月、ヤガミトールが所属するバンド「S.P」が解散。
  - 11月8日、初の自主企画ライブ“BEAT FOR BEAT FOR BEAT”を新宿JAMで開始。これが初代ボーカル、アラキの最後のステージとなる。
  - 11月、楽曲とボーカルスタイルの違いから、今井がボーカル交代を申し入れ、アラキはこれに了承し脱退。
  - 当初、今井は外部からボーカルを引き入れる予定だったが、櫻井がボーカルへの転向を志願。
  - 空席となったドラムスは樋口の半ば強引な勧誘により、実兄のヤガミトールが加入。
  - 12月4日、新宿JAMで現メンバーでの初ライブを開催。
- 1986年
  - 地元群馬県の小規模の公会堂や東京のライブハウス、学園祭を中心にライブ活動を行う。
  - 10月21日、インディーズレーベルの太陽レコードより、インディーズで1stシングル「TO-SEARCH」をリリース。
- 1987年
  - 4月1日、太陽レコードより、インディーズで1stアルバム『HURRY UP MODE』をリリース。
  - 4月1日、アルバムの発売記念に豊島公会堂で『バクチク現象』と称したライブを開催、800人を動員。
  - 5月13日 - 28日、ライブツアー『HURRY UP MODE』を開催。
  - 6月16日、渋谷LIVE INNで『バクチク現象Ⅱ』を開催。
  - 9月21日、ビクターインビテーションより、ライブビデオ『バクチク現象 at LIVE INN』をリリースし、メジャーデビュー。
  - 9月20日 - 10月29日、12月19日 - 27日、ライブツアー『BUCK-TICK現象TOUR』を開催。
  - 11月21日、2ndアルバム『SEXUAL×××××!』をリリース。
  - 12月11日、日本青年館でデビューライブを開催。
- 1988年
  - 1月24日、「BLUCK-TLICK」のバンド名で、新宿ロフトにてシークレットライブを開催。
  - 3月15日 - 4月17日、ライブツアー『東北ロックサーキット』を開催。
  - 3月21日、ミニアルバム『ROMANESQUE』をリリース。
  - 4月1日、汐留PITでライブ開催。
  - 4月13日 - 5月30日、ライブツアー『SHOCK TOUR'88』を開催。
  - 6月21日、3rdアルバム『SEVENTH HEAVEN』をリリース。
  - 夏、ライブイベントに多数出演。
  - 9月21日、初の海外ライブをロンドンGRAY HOUNDにて開催。
  - 10月11日、埼玉県戸田市文化会館にて初のファンクラブ限定ライブを開催。
  - 10月13日 - 12月27日、ライブツアー『SEVENTH HEAVEN』を開催。
  - 10月26日、2ndシングル「JUST ONE MORE KISS」をリリース。ビクターのラジカセ「CDian」のCMに起用される。
  - 同年、第30回日本レコード大賞新人賞を獲得。
- 1989年
  - 1月18日、4thアルバム『TABOO』をリリース。
  - 1月19日 - 20日、ライブツアー『SEVENTH HEAVEN』最終公演として、バンド初の日本武道館公演を開催。
  - 3月22日、ライブツアー『TABOO』を開催。
  - 4月21日、今井がLSD使用による麻薬取締法（現「麻薬及び向精神薬取締法」）違反で逮捕。ライブツアー『TABOO』の残された全日程を中止。
  - 今井以外のメンバーも、半年間の謹慎に入る。今井は執行猶予付きの有罪判決。
  - 謹慎期間中、バンド名を「X-BEAT」に改名して活動を再開させるのではないかという憶測を一部の写真週刊誌が報道した[8]。
  - 12月20日、群馬音楽センターにてライブ『バクチク現象』を開催。
  - 12月29日、東京ドームにて『バクチク現象』と題したライブで復活を遂げ、43000人を動員。
- 1990年
  - 1月24日、3rdシングル『悪の華』をリリース。
  - 2月1日、5thアルバム『悪の華』をリリース。
  - 2月8日、1stアルバムの復刻版『HURRY UP MODE (1990MIX)』をリリース。
  - 3月2日 - 6月26日、ライブツアー『悪の華』を開催。
  - 7月20日、札幌市の真駒内オープンスタジアムでのイベント『HOKKAIDO ROCK CIRCUIT'90』に出演。
  - 8月2日、西武球場にて初の野外単独ライブ『A midsummer night's dream』を開催（8月5日大阪駅西コンテナヤードでも開催）。
  - 10月6日、グリーンドーム前橋の杮落としイベント『Great Double Booking』の1日目に出演。イベント2日目は氷室京介が出演。
  - 12月5日、アリーナツアー『5 FOR JAPANESE BABIES』を大阪城ホールより開始（全8公演）。
- 1991年
  - 1月21日、4thシングル『スピード』をリリース。
  - 2月21日、6thアルバム『狂った太陽』をリリース。初登場2位。第33回日本レコード大賞優秀アルバム賞受賞。
  - 3月6日 - 6月29日、ライブツアー『狂った太陽』を開催。
  - 6月5日、5thシングル『M・A・D』をリリース。
  - 10月30日、6thシングル『JUPITER』をリリース。
  - 11月27日 - 12月11日、東名阪のCLUB QUATTROでのライブツアー『CLUB QUATTRO BUCK-TICK』を開催。
- 1992年
  - 3月14日 - 5月27日、ライブツアー『殺シノ調べ This is NOT Greatest Tour』を開催。
  - 3月21日、セルフカヴァーアルバム『殺シノ調べ This is NOT Greatest Hits』リリース。
  - 9月10日 - 11日、横浜アリーナでビデオ収録のためのスペシャルライブ『Climax Together』を開催。
- 1993年
  - 5月20日 - 11月19日、ライブツアー『darker than darkness -style 93-』を開催。
  - 5月21日、7thシングル『ドレス』をリリース。
  - 6月23日、7thアルバム『darker than darkness -style 93-』をリリース。
  - 10月21日、8thシングル『die』をリリース。
  - 12月31日、渋谷公会堂でのTVK LIVE:GAGAにて、SOFT BALLETと共に『ICONOCLASM』を演奏。
- 1994年
  - 7月31日・8月7日、ライブ『SHAPELESS』を富士急ハイランドのコニファーフォレストにて開催。
  - 8月9日 - 30日、LUNA SEA・SOFT BALLETらとのジョイント・ツアー『LSB』を開催。ゲストアクトをTHE YELLOW MONKEY（福岡・大阪公演）・L'Arc〜en〜Ciel（札幌公演）・THE MAD CAPSULE MARKET'S（仙台・札幌・新潟・大阪公演）・DIE IN CRIES（仙台・札幌・新潟公演）が各所で務める。
  - 8月24日、写真集付き限定生産リミックスアルバム『シェイプレス』をリリース。
- 1995年
  - 3月24日、9thシングル『唄』をリリース。
  - 4月21日、10thシングル『鼓動』をリリース。
  - 4月17日 - 29日、フィルム・ギグツアー『新作完全再生劇場版』を開催。
  - 5月14日、ライブ『Six/Nine '95.5.14』を新宿LIQUID ROOMにて開催。
  - 5月15日、8thアルバム『Six/Nine』をリリース。
  - 5月15日 - 8月9日、ライブツアー『Somewhere Nowhere 1995 TOUR』を開催。
  - 9月21日、11thシングル『見えない物を見ようとする誤解 全て誤解だ』をリリース。
- 1996年
  - 4月1日、前事務所から独立し、個人事務所である有限会社バンカーを設立。
  - 5月22日、12thシングル『キャンディ』をリリース。
  - 6月21日、9thアルバム『COSMOS』をリリース。
  - 7月4日 - 9月2日、ライブツアー『TOUR 1996 CHAOS』を開催。
  - 12月2日、ライブツアー『CHAOS After dark』を開始予定だったが、櫻井敦司が腹膜炎を発症したため、延期。
- 1997年
  - 3月1日 - 4月22日、延期されたライブツアーを『TOUR '97 RED ROOM 2097』に改題し開催。
  - 11月12日、13thシングル『ヒロイン』をリリース。
  - 12月10日、10thアルバム『SEXY STREAM LINER』をリリース。
  - 12月26日 - 27日、ライブ『SEXTREAM LINER 零型 (type 0)』を日本武道館にて開催。
- 1998年
  - 2月4日 - 5月9日、ライブツアー『TOUR SEXTREAM LINER』を開催。
  - 3月11日、予約限定LPミニアルバム『LTD』をリリース。
  - 3月11日、14thシングル『囁き』をリリース。
  - 5月13日、15thシングル『月世界』をリリース。
- 1999年
  - 7月14日、16thシングル『BRAN-NEW LOVER』をリリース。
  - 8月8日、マリリン・マンソン主催の野外フェスティバル『BEAUTIFUL MONSTERS TOUR 1999』に参加。
  - 8月19日、ライブ『NO TITLE』を赤坂BLITZにて開催。
  - 8月23日 - 31日、ライブツアー『Energy Void TOUR』を開催。全公演でPIGと共演。
  - 10月20日、17thシングル『ミウ』をリリース。
- 2000年
  - 9月6日、18thシングル『GLAMOROUS』をリリース。
  - 9月20日、11thアルバム『ONE LIFE,ONE DEATH』をリリース。
  - 9月21日 - 10月11日、ライブツアー『PHANTOM TOUR』を開催。
  - 10月15日 - 11月3日、ライブツアー『OTHER PHANTOM TOUR』を開催。
  - 10月21日、FC限定ライブ『FISH TANKer's ONLY』を渋谷公会堂にて開催。
  - 12月13日 - 29日、ライブツアー『TOUR ONE LIFE, ONE DEATH』を開催。
- 2001年
  - 7月29日、韓国でのイベント『Soyo Rock Festival』に参加。
  - 11月21日、19thシングル『21st Cherry Boy』をリリース。
  - 12月29日、ライブ『THE DAY IN QUESTION』を日本武道館で開催。
- 2002年
  - 2月20日、20thシングル『極東より愛を込めて』をリリース。
  - 3月6日、12thアルバム『極東I LOVE YOU』をリリース。
  - 3月21日、デビュー15周年記念の映像作品アーカイブス『BUCK-TICK PICTURE PRODUCT』をVHSとDVDの2形態で発売。これまでのPVやライブ・インタビュー・メイキング映像などを集めた全5本（枚）組のビデオボックスで、本作初収録の映像も多数収録。
  - 4月3日 - 6月16日、ライブツアー『WARP DAYS』を開催。
  - 5月31日、FC限定ライブ『FISH TANKer's ONLY』をクラブチッタ川崎にて開催。
  - 6月1日 - 5日、ライブツアー『WARP DAYS -AFTER DARK-』を開催。
  - 9月19日、ビクターインビテーション時代の10枚のアルバムのリマスター盤をリリース。
  - 12月29日、ライブ『THE DAY IN QUESTION』を日本武道館で開催。
- 2003年
  - 1月8日、21stシングル『残骸』をリリース。
  - 1月24日、SHIBUYA-AXにてシークレットライブを開催。
  - 2月13日、13thアルバム『Mona Lisa OVERDRIVE』をリリース。
  - 3月4日 - 4月10日、ライブツアー『Mona Lisa OVERDRIVE TOUR』を開催。
  - 4月29日 - 5月25日、ライブツアー『Tour Here we go again!』を開催。
  - 6月28日 - 29日、ライブ『Mona Lisa OVERDRIVE -XANADU-』を開催。
  - 8月2日 - 3日、イベント『SUMMER SONIC 03』に参加（8月2日インテックス大阪、3日幕張メッセ）。
  - 9月25日、マリリン・マンソンのジャパンツアー大阪城ホール公演にオープニングアクトとして出演（9月28日東京ベイNKホール公演にも出演）。
  - 12月3日、22ndシングル『幻想の花』をリリース。
  - 12月28日 - 29日、ライブ『THE DAY IN QUESTION』を日本武道館で開催。
- 2004年
  - 6月以降、各メンバーがソロ活動を開始。
  - 9月11日、ビデオ収録のためのスペシャルライブ『悪魔とフロイト -Devil and Freud- Climax Together』を横浜アリーナにて開催。
  - 12月26日 - 29日、ライブツアー『THE DAY IN QUESTION』を開催。
- 2005年
  - 3月2日、23rdシングル『ROMANCE』をリリース。
  - 4月6日、14thアルバム『十三階は月光』をリリース。
  - 4月10日 - 6月11日、ライブツアー『13th FLOOR WITH MOONSHINE』を開催。
  - 6月25日 - 7月3日、ライブツアー『13th FLOOR WITH MOONSHINE』の追加公演開催。
  - 7月10日・7月16日、FC限定ライブ『FISH TANKer's ONLY』を開催。
  - 11月20日 - 27日、フィルムコンサートツアー『FILM PRODUCT』を開催。
  - 12月7日 - 17日、ライブツアー『2005 TOUR DIANA』を開催。
  - 12月29日、ライブ『THE DAY IN QUESTION』を日本武道館で開催。
- 2006年
  - 8月2日、24thシングル『蜉蝣-かげろう-』をリリース。
  - 8月12日 - 13日、『SUMMER SONIC 06』に参加（8月12日インテックス大阪、13日幕張メッセ）。
  - 9月3日・9月9日・9月10日、FC限定ライブ『FISH TANKer's ONLY』を開催（9月3日Zepp Tokyo、9日名古屋DIAMOND HALL、10日大阪なんばHatch）。
  - 12月16日 - 29日、ライブツアー『THE DAY IN QUESTION』を開催。
- 2007年
  - 6月6日、ライブツアー『PARADE』を開始（7月15日までの予定だったが、最終日の沖縄公演は台風4号の影響により、2008年1月20日に延期）。
  - 6月6日、25thシングル『RENDEZVOUS〜ランデヴー〜』をリリース。
  - 8月8日、26thシングル『Alice in Wonder Underground』をリリース。
  - 8月17日、『RISING SUN ROCK FESTIVAL '07』に初出演。
  - 9月5日、ビクター時代のオリジナル・アルバム10作品と、ベスト2作品を含む全12タイトルを、紙ジャケット仕様でリリース。
  - 9月8日、デビュー20周年記念イベントとして横浜みなとみらい 新港埠頭特設野外ステージにて『BUCK-TICK FEST 2007 ON PARADE』を開催。前日に台風9号の直撃を受けながらも当日は晴天に恵まれ、イベントは無事成功を収める。出演アーティスト: 清春/BALZAC/RUNAWAY BOYS（kyo and nackie）/AGE of PUNK/ATTACK HAUS/遠藤ミチロウ（M.J.Q）/THEATRE BROOK/土屋昌巳/abingdon boys school/Rally/J/MCU/KEN ISHII
  - 9月19日、15thアルバム『天使のリボルバー』をリリース。
  - 9月22日 - 12月29日、ライブツアー『天使のリボルバー』を開催。
- 2008年
  - 1月20日、沖縄ナムラホールにてライブツアー『PARADE』振替公演を開催。
  - 3月8日、ソフトバンクモバイルより、「fanfun. SoftBank 815T」（東芝製）のコラボレーションモデル「BUCK-TICK モデル」の全国発売開始。
  - 4月23日、配信限定ライブアルバム『TOUR2007 天使のリボルバー -Selection-』をDVD『TOUR2007 天使のリボルバー』に先がけてリリース。iTunes Storeで配信。
  - 11月19日、『Sabbat』・『Climax Together』・『CATALOGUE 1987-1995』のDVD3作品を廉価版でリリース。
  - 11月29日・11月30日および12月6日・12月7日、FC限定ライブ『FISH TANKer's ONLY』を開催（11月29日名古屋DIAMOND HALL、30日大阪なんばHatch、12月6日Zepp Tokyo、7日横浜BLITZ）。
  - 12月17日、27thシングル『HEAVEN』をリリース。
  - 12月18日 - 29日、ライブツアー『THE DAY IN QUESTION』を開催。
- 2009年
  - 1月14日、28thシングル『GALAXY』をリリース。
  - 2月18日、16thアルバム『memento mori』をリリース。
  - 2月18日、シングル『HEAVEN』および『GALAXY』の両方を購入した者を対象とした完全招待制プレミアムライブを赤坂BLITZにて開催。
  - 4月3日 - 7月2日、ライブツアー『memento mori』を開催。
  - 4月25日、ARABAKI ROCK FEST.に初出演。
  - 9月11日および10月12日・10月25日、FC限定ライブ『FISH TANKer's ONLY』を開催（9月11日横浜BLITZ、10月12日Zepp Tokyo、10月25日なんばHatch）。
  - 9月12日 - 10月31日、ライブツアー『Tour memento mori -REBIRTH-』を開催[9]。
  - 9月20日、西川貴教主催のイナズマロックフェス 2009に出演。
  - 12月29日、ライブ『THE DAY IN QUESTION』を開催[10]。
- 2010年
  - 3月20日、abingdon boys schoolの幕張メッセイベントホール公演に櫻井が飛び入り参加し、彼らにカバーされた楽曲「ドレス」を西川貴教と共にツインボーカルで披露した。
  - 3月24日、29thシングル『独壇場Beauty』をリリース。
  - 8月28日、大阪・泉大津フェニックスにて開催されたイベント『GREENS 20th Anniversary Live 〜Thanks to all!!〜 SPECIAL』に出演（共演：Char・山崎まさよし・押尾コータロー・THEATRE BROOK・木村充揮・クレイジーケンバンド）。
  - 9月1日、30thシングル『くちづけ』をリリース。
  - 10月13日、17thアルバム『RAZZLE DAZZLE』をリリース。
  - 10月15日 - 12月29日、ライブツアー『go on the "RAZZLE DAZZLE"』を開催。
  - 12月28日、COUNTDOWN JAPAN 10/11に初出演。
- 2011年
  - 1月22日および3月6日・3月13日・3月20日、FC限定ライブ『FISH TANKer's ONLY 2011』を開催（1月22日横浜BLITZ、3月6日名古屋DIAMOND HALL、3月13日なんばHatch、3月20日Zepp Tokyo）。
  - 1月23日 - 4月3日、ライブツアー『TOUR2011 "うたかたのRAZZLE DAZZLE"』を開始。
  - 2月5日、モバイルサイト会員限定ライブを新木場STUDIO COASTにて開催。
  - 2月20日、Zepp Tokyoにて開催された音楽と人200号記念イベント『MUSIC and PEOPLE VOL.8』に出演（共演、POLYSICS・毛皮のマリーズ）。
  - 3月12日、当日Zepp Osakaで行われる予定だった『TOUR2011 “うたかたのRAZZLE DAZZLE”』大阪公演と、翌13日になんばHatchで行われる予定だった『FISH TANKer's ONLY 2011』大阪公演が、同月11日に発生した東北地方太平洋沖地震（東日本大震災）により、機材運搬、メンバー・スタッフの移動への影響と、「お客様の安全を第一に優先したい」というメンバーの強い意向により見合わせることが発表される。
  - 3月14日、4月3日までの『TOUR2011 "うたかたのRAZZLE DAZZLE"』と、3月20日にZepp Tokyoで行われる予定だった 『FISH TANKer's ONLY 2011』東京公演が、上記の理由で見合わせることが発表された。
  - 3月15日、同月23日に発売される予定だったライブDVD・BD「TOUR 2010 go on the "RAZZLE DAZZLE"」が、震災の影響により4月6日に延期。
  - 10月21日、オリジナル・レーベル"Lingua Sounda"（リンガ・サウンダ）を発足。
  - 11月13日 - 12月9日、『TOUR2011 “うたかたのRAZZLE DAZZLE”』の振替公演を開催。
  - 12月18日 - 29日、ライブツアー『THE DAY IN QUESTION』を開催（全4公演）。
- 2012年
  - 3月7日、ビクターエンタテインメントとアリオラジャパンの合同企画として4枚組（3CD+DVD） ボックス・セット『CATALOGUE VICTOR→MERCURY 87-99』・『CATALOGUE ARIOLA 00-10』を2タイトル同時リリース。それぞれ初登場11位、10位。
  - 5月23日、自主レーベルLingua Sounda設立第一弾作品となる、31stシングル『エリーゼのために』リリース。また、この作品より、レコード会社（販売元）を徳間ジャパンコミュニケーションズに移籍。
  - 6月12日・13日、『at the NIGHT SIDE 2012』を開催（日比谷野外大音楽堂）。
  - 6月17日、『TOUR PARADE 2012』を開催（7月7日まで）
  - 7月4日、32ndシングル『MISS TAKE 〜僕はミス・テイク〜』をリリース。
  - 7月21日、JOIN ALIVE 2012に出演。
  - 8月19日、CLUB CITTA'にて、ドラムスのヤガミトール50回目の誕生日に "Yagami Toll 50th Birthday Live「IT'S A NOW！」"と銘打ちLiveが行われる。出演者はBUCK-TICK・AUTO-MOD・DerZibet・LOOPUS・Yagami Toll & New Blue Sky。
  - 9月19日、18thアルバム『夢見る宇宙』をリリース。
  - 9月22日・23日、千葉ポートパークにて『BUCK-TICK FEST 2012 ON PARADE』を開催。
    - 出演アーティスト/五十音順  22日：acid android/cali≠gari/BREAKERZ/MUCC/MERRY/THE LOWBROWS  23日：AA=/氣志團/D'ERLANGER/Pay money To my Pain/POLYSICS/N'夙川BOYS

  - 10月6日 - 12月29日、ライブツアー『TOUR 夢見る宇宙』を開催。
- 2013年
  - 1月20日 - 3月7日、ライブツアー『TOUR 2013 COSMIC DREAMER』を開催。
  - 2月11日、Zepp Nambaにて行われた『DECADE to・・・〜gang451〜』に出演。
  - 3月11日、日本青年館にて東日本復興支援チャリティLIVE『TOUR 2013 COSMIC DREAMER Extra〜WE LOVE ALL!』開催。チケット収益金、チャリティーグッズ売上金、ファンからの募金額を寄付した。
  - 6月1日、群馬県藤岡市みかぼみらい館にて『劇場版BUCK-TICK 〜バクチク現象〜』の先行上映会開催。全国の映画館で6月15日から『劇場版BUCK-TICK 〜バクチク現象Ⅰ〜』、6月22日から『劇場版BUCK-TICK 〜バクチク現象Ⅱ〜』がそれぞれ2週間限定で上映された。
  - 8月17日、LIVE SQUARE 2nd LINEにて『Yagami Toll〜51stBirthday Live〜「IT'S A NOW！」2013』開催（8月20日は下北沢251にて開催）。
  - 9月14日、『氣志團万博2013〜房総爆音梁山泊〜』に出演。
  - 9月22日、『中津川THE SOLAR BUDOKAN2013』に出演。
  - 12月14日 - 29日、ライブツアー『THE DAY IN QUESTION』を開催（12月14日東京エレクトロンホール宮城〈宮城県民会館〉、12月21日盛岡市民文化ホール、12月23日郡山市民文化センター、12月29日日本武道館にて）。
- 2014年
  - 1月22日、DVD&blu-ray『劇場版BUCK-TICK〜バクチク現象〜』をリリース。初登場3位。
  - 1月22日、33rdシングル『LOVE PARADE/STEPPERS -PARADE-』をリリース。
  - 1月22日 - 9月26日、ライブツアー『BUCK-TICK TOUR 2014 或いはアナーキー』を開催。
  - 5月14日、34thシングル『形而上流星』をリリース。
  - 6月4日、19thアルバム『或いはアナーキー』をリリース。
  - 8月19日、Zepp Nambaにて開催された『MUCC SIX NINE WARS-ぼくらの七ヶ月間戦争- Episode6.「ARMAGEDDON」』に出演。
  - 10月22日、ライブCD『TOUR 2014 或いはアナーキー』をリリース。
  - 10月25日 - 12月14日、スタンディングツアー『TOUR 2014 metaform nights 〜或いはアナーキー〜』を開催。
  - 12月29日、日本武道館にて『或いはアナーキー ーN P P N B D K Nー』公演を開催。
- 2015年
  - 2月1日、BUCK-TICK史上最大のヒットアルバム『悪の華』を、全曲リミックス・リマスターを施し、プラチナSHM仕様で『惡の華（2015年ミックス版）』として、また、同作品のビデオアルバムもリミックス・リマスター仕様で再発売。
  - 6月28日、幕張メッセにてLUNA SEA初の主宰ロックフェス『LUNATIC FEST.』に出演[11][12]。その後、櫻井敦司10年ぶりのソロ活動としてソロプロジェクト「THE MORTAL」を始動。今井寿＆藤井麻輝ユニットSCHAFTが本格再始動。
  - 12月13日 - 29日、ライブツアー『THE DAY IN QUESTION』開催（全5公演）。
- 2016年
  - 9月11日、横浜アリーナにて『CLIMAX TOGETHER 3rd』公演を開催。
  - 9月21日、35thシングル『New World』リリース。この作品よりレコード会社（販売元）がビクターに復帰。
  - 9月28日、20thアルバム『アトム 未来派 No.9』をリリース。
  - 10月8日 - 12月29日、ホールツアー『TOUR アトム 未来派 No.9』を開催（全27公演）。
- 2017年
  - 1月21日 - 2月5日、FC限定ライブ『FISH TANKer's ONLY 2017』を開催（全6公演）。
  - 6月24日、映画『BUCK-TICK CLIMAX TOGETHER ON SCREEN 1992-2016』を公開。
  - 9月23日・24日、東京：お台場野外特設会場J地区で『BUCK-TICK 2017 "THE PARADE" 〜30th anniversary〜』を開催。
  - 9月27日、「MTV VMAJ 2017」にて特別賞「Inspiration Award Japan」を受賞、「MTV VMAJ 2017 -THE LIVE-」に出演。
  - 10月21日、ホールツアー『THE DAY IN QUESTION』を開始（12月29日日本武道館まで）。
  - 11月7日、デビュー30周年を記念し、アリオラジャパン在籍時代の9作品を、全曲リマスター・ブルースペックCD2・紙ジャケット仕様で再発売[13]。なお、2002年の再発盤とは異なり、いずれの作品もボーナストラックは収録されていない。
  - 11月15日、36thシングル『BABEL』をリリース。
- 2018年
  - 2月21日、37thシングル『Moon さよならを教えて』をリリース。
  - 3月14日、21stアルバム『NO.0』をリリース。
  - 3月31日 - 7月26日、ホールツアー『BUCK-TICK 2018 TOUR No.0』を開催。
  - 10月20日 - 12月9日、スタンディングツアー『TOUR No.0 - Guernican Moon -』を開催。12月22日まで開催される予定であったが、12月9日公演後、櫻井が体調不良を訴えたため検査したところ「消化管出血」と診断されしばらく療養を余儀なくされた 。そのため、同月15日以降の公演を延期[14]。その後、病状の回復もあって、29日の日本武道館での公演は予定通り行われることとなった。
  - 12月29日、日本武道館にて『TOUR No.0 -FINAL-』公演を開催。また、この公演で2019年の5月25日と26日の二日にわたって、幕張メッセ2DAYSが開催されることも発表した[15][16]。
- 2019年
  - 3月18日 - 5月2日、スタンディングツアー『TOUR No.0 - Guernican Moon -』の振替公演を開催。
  - 4月17日、シングル、オリジナルアルバム全作品のサブスクリプションサービスを開始[17]。また、iTunesなどの音楽配信サイトでも、これまで未配信だった作品のダウンロード販売を開始。ちなみに初配信となる作品については、表記は無いが全曲リマスタリングされている。
  - 5月22日、38thシングル『獣たちの夜/RONDO』をリリース。
  - 5月25日・26日、ライブ『ロクス・ソルスの獣たち』を、キャリア初となる幕張メッセ 国際展示場9〜11ホールで開催。2日間で約24,000人を動員[18]。
  - 12月3日 - 29日、ライブツアー『THE DAY IN QUESTION』を開催（全5公演）。
- 2020年
  - 1月29日、3枚目となるカバーアルバム『PARADE III 〜RESPECTIVE TRACKS OF BUCK-TICK〜』をリリース[19]。
  - 1月29日、39thシングル『堕天使』をリリース。
  - 8月26日、40thシングル『MOONLIGHT ESCAPE』をリリース。
  - 9月21日、22ndアルバム『ABRACADABRA』をリリース。無観客で生配信ライブ「ABRACADABRA LIVE ON THE NET」を開催[20]。
  - 9月26日 - 12月26日、フイルムコンサートツアー『TOUR2020 ABRACADABRA ON SCREEN』を開催。全26カ所49公演。
  - 12月29日、日本武道館にて『ABRACADABRA THE DAY IN QUESTION 2020』公演を開催。
- 2021年
  - 7月17日、Streaming Live「魅世物小屋が暮れてから〜SHOW AFTER DARK〜」を配信。
  - 8月17日、今井が左大腿骨転子部を骨折し全治2か月半と診断され、リハビリに専念するため、9、10月に予定していたコンサートを延期することが発表された[21]。
  - 9月15日、今井の骨折にさらにしばらく加療とリハビリの期間が必要となったため10月30日以降の全国ツアー全20公演を中止することが発表された[22]。
  - 12月29日、日本武道館にて『魅世物小屋が暮れてから〜SHOW AFTER DARK〜 in 日本武道館』公演を開催。
- 2022年
  - 9月21日、メジャーデビュー35周年記念日にコンセプトベストアルバム『CATALOGUE THE BEST 35th anniv.』とライブ映像作品『魅世物小屋が暮れてから〜SHOW AFTER DARK〜 in 日本武道館』を同時リリース[23]。
  - 9月23日・24日、メジャーデビュー35周年記念ライブ『Debut 35th Anniversary LIVE「BUCK-TICK 2022“THE PARADE”〜35th anniversary〜」』を横浜アリーナで開催[24]。
  - 10月7日、櫻井が3カ月限定でラジオ番組「THE MUSIC OF NOTE BUCK-TICK 櫻井敦司とくるみちゃんの部屋」のパーソナリティを務める[25]。
  - 12月29日、2023年3月よりシングル、アルバムを3作連続でリリースすることを発表[26]。
- 2023年
  - 3月8日、3作連続リリースの第1弾としてシングル『太陽とイカロス』をリリース。
  - 3月22日、第2弾シングル『無限 LOOP』をリリース。共にオリコン週間シングルチャートで10位を獲得。
  - 3月31日、ミュージックステーション2時間スペシャルへの出演が決定。同番組へのBUCK-TICKとしての出演はおよそ28年ぶりとなる[27]。
  - 4月12日、第3弾として23rdアルバム『異空 -IZORA-』をリリース。オリコン週間アルバムチャートで2位を獲得。
  - 10月19日、ボーカル・櫻井敦司が脳幹出血により死去[4][28]。57歳没。バンド結成以来、活動をともにしてきた今井は「永遠に5人でバンドをやれると思っていました。でも、そんなコトは、『不可能』ということも最初から、わかっていました。いつか、こんな日が来ることもわかっていました。ずっと、あっちゃんの横でギターを弾いていたかった」と櫻井の死を惜しみつつ、「ま、でもね。続けるからね♪ 大丈夫」と活動継続の意志を示している[29]。
  - 11月8日、同年12月8日・9日に東京・Zepp Hanedaにて、櫻井敦司を偲ぶ会「THE CEREMONY-櫻井敦司へ-」を執り行うことが発表され[30]、12月4日にはWEB献花を受付けることも発表された[31]。
  - 11月14日、当初予定していた「THE DAY IN QUESTION 2023」と題した日本武道館での公演の開催を中止し、メンバー、スタッフチームで協議を重ねた上で、新たに「バクチク現象-2023-」と銘打った公演を、同場所で12月29日に開催することを発表した[32]。
  - 12月21日、映像作品「TOUR THE BEST 35th anniv.FINALO in Budokan」が、DVDが初週4578枚[33]、Blu-rayが初週11,268枚を売り上げ[34]、共にミュージック部門で1位を獲得した[35][36][37][38]。総合部門ではDVDが3位、Blu-rayが2位だった。
  - 12月29日、年末恒例となっている日本武道館での単独公演『バクチク現象－2023－』が開催された。10月に櫻井が急逝してから初めてのライブである。ステージの中央、櫻井の定位置はスポットライトに照らされ、後方に設置されたスクリーンには嘗てのライブで熱唱する櫻井の姿が映し出された。その歌唱音源に合わせメンバーが生演奏を披露した。また、終演後には2024年12月29日に同じく日本武道館公演を行うこと、同日から先行予約を受け付ける旨も併せて発表した[39][40]。
- 2024年
  - 3月14日、映像作品「TOUR 2023 異空-IZORA- 0723 TOKYO GARDEN THEATER」が、DVD部門で初週0.5万枚[41]、Blu-ray部門で初週1.2万枚[42]の、合計1.7万枚を売り上げ、「オリコン週間ミュージックDVD・BDランキング」部門で1位を獲得[43]。前作「TOUR THE BEST 35th anniv.FINALO in Budokan」に続き、2作連続・通算2作目の首位獲得となったほか、「週間BDランキング」における初週売上は、前作の1.1万枚を超えて、自己最高初週売上を記録した[44]。総合部門ではDVDは2位[45]、Blu-rayは4位[46]だった。
  - 9月13日、群馬音楽センターで行ったライブ「BUCK-TICK TOUR 2023 異空-IZORA- FINALO」より、2日目の音源が公演日の9月18日に配信リリース[47]。Billboard JAPANダウンロード・アルバムチャート（2024年9月16日～9月18日）では5位にランクインした[48]。
  - 9月21日、4人体制になってからは初となるシングル「雷神 風神 - レゾナンス」、アルバム『スブロサ SUBROSA』をリリースすることを発表[49][50]。
  - 11月20日、44thシングル『雷神 風神 - レゾナンス』をリリース。
  - 12月4日、24thアルバム『スブロサ SUBROSA』をリリース。
  - 12月29日、日本武道館で『ナイショの薔薇の下』を開催。終演後、劇場版バクチク現象の全国ロードショー、TOUR2025 スブロサ SUBROSA追加公演、BUCK-TICK展、また秋には全国ホールツアー、年末恒例の日本武道館公演の開催決定が告知された。
- 2025年
  - 全国の映画館で2月21日から『劇場版BUCK-TICK バクチク現象ｰNew WorldｰⅠ』、2月28日から『劇場版BUCK-TICK バクチク現象ｰNew WorldｰⅡ』がそれぞれ上映された。また、映画公開を記念し、2月17日から23日まで新宿駅の京王新宿駅構内JR乗り換え専用通路に駅ポスターを掲出した。
  - 2月21日から3月9日までBUCK-TICK展2025をシアターマーキュリー新宿にて開催。メインヴィジュアルを横尾忠則が創作した。
  - 3月12日、DVD&blu-ray『劇場版BUCK-TICK バクチク現象ｰNew Worldｰ』をリリース予定。また、発売を記念して3月1日から3月28日まで東京都内11ヵ所にて屋外ボードを掲出。

## 影響
日本のバンドからの影響も受けているほか、1970年代から1980年代のイギリスのポスト・パンクから強い影響を受けている。具体的には、ラヴ・アンド・ロケッツ、ロバート・スミス、バウハウス（メンバー全員でピーター・マーフィーのライブを見に行ったこともあるとのこと）。セックス・ピストルズ、XTCなどからも影響を受けているという。今井は中でも特にラヴ・アンド・ロケッツから影響を受けているが、『狂った太陽』ではその影響が見て取れる。また、イエロー・マジック・オーケストラ、クラフトワーク、ウルトラヴォックスのようなニュー・ウェイヴやエレクトロニックアーティスト、The Stalinなどのパンクバンドから影響を受けていると述べている。他には。櫻井はデヴィッド・ボウイから強い影響を語っており、2004年のソロライブでは"Space Oddity"のカバーも披露している。彼は、シスターズ・オブ・マーシー、スージー・アンド・ザ・バンシーズ、クラン オブ・ザイモックス、DER ZIBET、土屋昌巳などのポスト・パンクやゴシック・ロックのアーティストからも影響を受けている。"ダーク"な音楽を愛好していると語っている。星野とヤガミは好きなアーティストとして、ビートルズをあげている。ヤガミはレッド・ツェッペリンのファンでもあり、キッスやザ・クラッシュなどのハードロックバンドやパンクバンドも好きだという。

## 用語
BANKER（有限会社バンカー）
メンバーの所属事務所。1996年、前事務所より独立して設立された。「単純に銀行、金の総元締め」という敢えて露骨なイメージで今井が命名。当初代表はヤガミが務めていたが、その後は櫻井が引き継いだ。
FISH TANK
公式ファンクラブ。バンカー設立時に「BUCK-TICK CLUB」より改名。「金魚鉢の中に魚がいっぱいいて、共通の目的がある」というイメージで今井が命名。会員はFISH TANKERと呼ばれ、会員限定ライブ「FISH TANKER'S ONLY」も開催されている。
Lingua Sounda（リンガ・サウンダ）
2011年10月、徳間ジャパンコミュニケーションズとの合同プロジェクトとして設立された独自レーベル。「共通言語」という意味を持つLingua francaという言葉から今井が「世界共通音」という意味を込め考案した造語（但し、"Lingua"自体に言語という意味がある）。レーベル・ロゴのデザインは漫画家の弐瓶勉が担当。

## 逸話
ヤガミトールが所属するバンド「S.P」のギタリストが群馬藤岡高校に在学しており、櫻井敦司、今井寿の1学年上だった。そのギタリストにより群馬藤岡高校にバンドブームが起こる。今井寿と星野英彦はその「S.P」のギタリストからギターを教わった。また、樋口豊は「S.P」のベーシストからベースを教わり、櫻井敦司はヤガミトールからドラムを教わった。
非難GO-GOが、初めて音を出した曲は、ザ・スターリンの「ロマンチスト」である。
結成当初、櫻井敦司はドラムスでの参加であり、別にボーカルがいたが、徐々にボーカルとしてフロントに立つ事を思うようになり、「S.P」にボーカルとしての加入を打診したがヤガミに断られる。しかし、のちにそのヤガミ自身が、弟とその友人であった今井の強引な勧誘（櫻井がボーカル転向を決心した結果、当時のメンバーの周りでは最早ヤガミにドラムスを担当して貰う以外の選択肢は残っていなかった）を断り切れず、ろくな準備も出来ないまま上京してしまった。
BUCK-TICKとして初めて出場した地元のヤマハ・ポプコン高崎地区大会での評価は「演奏1：総合2：将来性5（5段階評価）」特別賞受賞。後に別のコンテストでアイディア賞を獲得するなど、個性的なバンドへと成長していく。
1985年ごろ、BOØWYが群馬に帰って来てパーティーを開いたとき、氷室京介が当時ドラムスだった櫻井敦司に、お前は顔がいいからボーカルをやった方がいいとアドバイスした（ただし、このことが後にボーカルへの転向を志願した直接のきっかけとなった訳ではないと櫻井は語っている）。
1985年、ヤガミトールをドラムとして招き、東京で初めて会って音を合わせたのは高円寺のパルスタジオである。ミーティングの前にいきなり初練習をした。練習後、ヤガミトールは他メンバーに「悪いけど3年やって芽が出なかったら、俺、群馬帰るから」と言った。そこからバンドの空気が変わったという。
1985年12月4日、新宿JAMで行われたライブのセットリストは「PLASTIC SYNDROME TYPE II」、「FUTURE SONG（FUTURE FOR FUTURE）」「NO NO BOY」「EMPTY GIRL」「MIS-CAST」「SECRET REACTION」「TO-SEARCH」「AUTOMATIC BLUE」の8曲である。
1986年、メンバーのステージの立ち位置を現在の立ち位置（センターに櫻井敦司、上手に星野英彦、下手に今井寿、星野英彦の後ろから少しセンターよりに樋口豊、今井寿の後ろから少しセンターよりにヤガミトール）に変更する。初めは櫻井敦司の上手に樋口豊、下手に今井寿と星野英彦が並んでいた。
デビュー当時の髪を立てたスタイルはヤガミトールの影響である。ヤガミはS.P時代から髪を立てており、BUCK-TICKに加入してからもみんなで立てたら目立つだろうということで全員で立てるようになった。売れる前で床屋に行く金もなく、どんどん髪が伸びて自然と髪の毛の高さも高くなり、長いのいいじゃんということになった。
1988年3月16日、SHOCK TOUR'88山形公演で山形についた際、星野英彦は「ここはどこだっけ…これからどこに行くん…」と尋ね、今井寿から「ボーッとしてるなよ」と笑われた。
1989年、アルバム『悪の華』レコーディング中、空き時間にロビーにあるテレビゲームをすることが流行し、今井寿は1日に多くて3000円ほど使う。他のメンバーやスタッフ間でも流行した。その金遣いの荒さから、マネージャーのJoeがキディランドや東急ハンズで知恵の輪や頭を使うパズルを買って用意したが3日で飽きてしまう。パンフレットの撮影では日本のある海岸で行われた。撮影先には前日に出発して一泊し、翌日の朝から撮影だった。メンバー全員で泊りがけで出かけるのは前ツアー以来だったため、撮影先に着くまでは車の中で騒ぎまくりで、ホテルについてからも一晩中騒ぎ、睡眠時間2時間で撮影に及んだ。撮影中、地元の子どもたち5〜6人とおじいさんに出会う。その中のユータという子どもが今井寿のことを指さし、あのお兄ちゃんカッコイイという。櫻井敦司のことは気持ちわりぃと言ったが、櫻井敦司はオカマなんだよと軽くかわした。
1990年9月20日に始まったアルバム『狂った太陽』レコーディングは、スタジオの4階をワンフロア貸し切っていた。トイレが2つ、ユニットバスが1つ、洗濯機が1台、メイクルームが1部屋、電話が4台、大型テレビが2台、ゲーム機（PCエンジン）が2台、冷蔵庫が1台、クーラーボックスが1つ、オーブントースターが1台、CDラジカセが1台あり、菓子類、飲み物、調味料、雑誌はコンビニエンスストアに売っているものはすべて揃っていた。メンバーの好物であるカップみそ汁は全種類揃っていた。話題はF1や野球で盛り上がった。レコーディングの空き時間はゲームが大流行し、ゲーム用ソフトは50本以上あった。ゲーム用ソフトの中で1番人気は「F1サーカス」、2番人気は「桃太郎電鉄」、3番人気は「サッカー」、4番人気は「バレーボール」、5番人気は「R-TYPE I」だった。わざわざ今井寿の家に行ってゲーム大会をしたり、スタッフを交えてトーナメント戦をしたりとゲームは大変人気が高かった。
1991年3月15日、狂った太陽TOUR鹿児島公演のために訪れた際、樋口豊が迷子になる。フッと散歩しようと出かけたら軽く10kmは歩いた。ホテルの窓から見えていた桜島の風景を思い出しながら、こっち方向に歩けばホテルに着くはずだと信じてとにかく歩いた。
狂った太陽TOUR中にメンバー全員が風邪を引いた。風邪の菌を最初に持ってきたのは星野英彦だと本人が語っている。櫻井敦司はツアーの後半に風邪を引き、ヤガミトールは6月12日・13日の札幌公演で40℃の熱を出し、病院に2日間通った。樋口豊は2回風邪を引いた。
1992年4月4日、殺シノ調ベThis is NOT Greatest Tour仙台公演から、今井寿はステージの他メンバー、スタッフ、客席の写真を撮り始める。カメラは新宿で4万円ほどであり、衝動的に購入した。スケルトンタイプのオートフォーカスで誰でも撮れるものだった。フイルム式カメラで大量に撮るため、現像代が10万円以上かかった。
1995年、Somewhere Nowhere 1995 TOUR中、マネージャーにも言わずメンバー5人がホテルの部屋に集まり、事務所の契約解除と独立の話をする。翌年の1996年に独立し、社長は4年周期にしてメンバーの交代制にしようと話していたにもかかわらず4年経っても誰も代わってくれなかった。結局ヤガミトールは10年近く代表を務める。
2001年1月24日に発売されたザ・スターリンのトリビュート・アルバム『365:A TRIBUTE TO THE STALIN』には、当初BUCK-TICKも参加予定であり、表題曲である「365」をカバーする予定であったが、諸般の事情により参加中止となった。その名残として、歌詞カードのスタッフクレジットにはBUCK-TICKの名前が記載されている。
布袋寅泰は同郷の先輩であり、シングル「月世界」収録の「無知の涙 HOT remix #001 for B-T」を手掛けたり、布袋がテレビの音楽番組に出演する時のバックにヤガミが起用されたり、2009年2月放送のNHK『SONGS』で今井が共演したりしている（曲は「C'MON EVERYBODY」）。
アルバム『夢見る宇宙』のレコーディングから、録音は基本的に、ベース、ギター、ドラムの順になっている。
2012年9月22日・23日、千葉ポートパークにて開催された『BUCK-TICK FEST 2012 ON PARADE』のチケット代は、1日券が8,919円、2日通し券が17,000円だった。チケット1日券の8919の数字の上には「バクチク」とルビが振られていた。
2011年の東日本大震災以降から国内の災害被災地に対し、毎月の売り上げの一部から義援金を寄付し続けている。
2024年9月21日に公開されたアーティスト写真の「BUCK-TICK」ロゴの「ｰ（ハイフン）」が「∞」になっているのはドラムのヤガミトールのアイデア。

## ディスコグラフィ

### シングル
インディーズ
1. TO-SEARCH（1986年）

メジャー
1. JUST ONE MORE KISS（1988年10月26日）初登場6位
2. 悪の華（1990年1月24日）初登場1位
3. スピード（1991年1月21日）初登場3位
4. M・A・D（1991年6月5日）初登場4位
5. JUPITER（1991年10月30日）初登場8位
6. ドレス（1993年5月21日）初登場5位
7. die（1993年10月21日）初登場10位
8. 唄（1995年3月24日）初登場4位
9. 鼓動（1995年4月21日）。C/W曲「楽園」にコーランを無断で使用していたため、後に回収され、廃盤になる。その後、問題の部分を修正し、9月21日にアルバム『Six/Nine』と共に再リリース。初登場6位
10. 見えない物を見ようとする誤解 全て誤解だ（1995年9月21日）アルバム『Six/Nine』からのシングルカット。初登場15位
11. キャンディ（1996年5月22日）初登場11位
12. ヒロイン（1997年11月12日）マーキュリー・ミュージックエンターテイメント移籍後初のCD。初登場11位
13. 囁き（1998年3月11日）初登場25位
14. 月世界（1998年5月13日）初登場18位
15. BRAN-NEW LOVER（1999年7月14日）初登場17位
16. ミウ（1999年10月20日）初登場15位
17. GLAMOROUS（2000年9月6日）BMGファンハウス移籍後初のCD。初登場17位
18. 21st Cherry Boy（2001年11月21日）初登場25位
19. 極東より愛を込めて（2002年2月20日）初登場24位
20. 残骸（2003年1月8日）初登場5位
21. 幻想の花（2003年12月3日）初登場11位
22. ROMANCE（2005年3月2日）初登場14位
23. ドレス (bloody trinity mix)（2005年4月20日）ビクターエンタテインメント。テレビアニメ『トリニティ・ブラッド』のためにリミックスされた作品。初登場24位
24. 蜉蝣 -かげろう-（2006年8月2日）初登場17位
25. RENDEZVOUS 〜ランデヴー〜（2007年6月6日）初登場9位
26. Alice in Wonder Underground（2007年8月8日）初登場18位
27. HEAVEN（2008年12月17日）初登場5位
28. GALAXY（2009年1月14日）初登場6位
29. 独壇場Beauty（2010年3月24日）初登場7位
30. くちづけ（2010年9月1日）初登場7位
31. エリーゼのために（2012年5月23日）Lingua Sounda（リンガ・サウンダ）での最初のCD。初登場11位
32. MISS TAKE 〜僕はミス・テイク〜（2012年7月4日）初登場11位
33. LOVE PARADE/STEPPERS -PARADE-（2014年1月22日）初登場9位
34. 形而上 流星（2014年5月14日）初登場10位
35. New World（2016年9月21日）初登場10位
36. BABEL（2017年11月15日）デビュー30周年プロジェクト第一弾。初登場11位
37. Moon さよならを教えて（2018年2月21日）デビュー30周年プロジェクト第二弾。シングル「BABEL」のカップリングに収録されている「Moon さよならを教えて(Takkyu Ishino Remix)」のオリジナルバージョン。初登場14位
38. 獣たちの夜/RONDO（2019年5月22日）「RONDO」はフジテレビ系TVアニメ『ゲゲゲの鬼太郎』エンディング主題歌。初動売上は11,643枚で、週間シングルチャート（2019年6月3日付）で4位を獲得[68][69]。「New World」以来となるトップ10入りを果たした。
39. 堕天使（2020年1月29日）初登場6位
40. MOONLIGHT ESCAPE（2020年8月26日）初登場13位
41. Go-Go B-T TRAIN（2021年9月22日）初登場5位
42. 太陽とイカロス（2023年3月8日）初登場10位
43. 無限 LOOP（2023年3月22日）初登場10位
44. 雷神 風神 - レゾナンス（2024年11月20日）初登場2位

### アルバム
インディーズ
1. HURRY UP MODE（1987年4月1日）

メジャー
1. SEXUAL×××××!（1987年11月21日） ※メジャーデビュー作品。初登場33位
  - ROMANESQUE（1988年3月21日）ミニアルバム。初登場22位

2. SEVENTH HEAVEN（1988年6月21日）初登場3位
3. TABOO（1989年1月18日）自身初の初登場1位
4. 悪の華（1990年2月1日）初登場1位
  - HURRY UP MODE (1990MIX)（1990年2月8日）インディーズ時代のアルバム『HURRY UP MODE』のリミックスアルバム。初登場1位。
  - symphonic Buck-Tick in Berlin（1990年7月21日）オーケストラバージョンのアルバム。

5. 狂った太陽（1991年2月21日）初登場2位
  - 殺シノ調べ This is NOT Greatest Hits（1992年3月21日）セルフカバーアルバム。初登場1位

6. darker than darkness -style 93-（1993年6月23日）初登場2位
  - シェイプレス（1994年8月24日）リミックスアルバム。初登場5位

7. Six/Nine（1995年5月15日）初登場1位。「楽園」にコーランを無断で使用していたため、後にシングル「鼓動」と同様に回収され、廃盤になる。その後、問題の部分を修正し、9月21日にシングル「鼓動」と共に再リリース。
8. COSMOS（1996年6月21日）初登場6位
9. SEXY STREAM LINER（1997年12月10日）初登場4位
10. ONE LIFE,ONE DEATH（2000年9月20日）初登場11位
11. 極東 I LOVE YOU（2002年3月6日）初登場12位
12. Mona Lisa OVERDRIVE（2003年2月13日）初登場7位
13. 十三階は月光（2005年4月6日）初登場4位
14. 天使のリボルバー（2007年9月19日）初登場5位
15. memento mori（2009年2月18日）初登場7位。
16. RAZZLE DAZZLE（2010年10月13日）初登場6位。
17. 夢見る宇宙（2012年9月19日）Lingua Sounda（リンガ・サウンダ）での最初のオリジナル・アルバム。初登場14位
18. 或いはアナーキー（2014年6月4日）初登場4位。
19. アトム 未来派 No.9（2016年9月28日）オリコン初登場5位。
20. No.0（2018年3月14日）初週で18,462枚を売り上げ、3月26日付の週間アルバムチャートでは2位を獲得し、『Six/Nine』以来23年ぶりとなるトップ3入り。
21. ABRACADABRA（2020年9月21日）初登場3位
22. 異空 -IZORA-（2023年4月12日）初登場2位
23. スブロサ SUBROSA（2024年12月4日）初登場6位

### ベスト・アルバム
1. 『CATALOGUE 1987-1995』（1995年12月1日）ビクター時代のシングルA面曲を収録。95年盤は「見えない物を見ようとする誤解 全て誤解だ」までの10曲であったが、2007年の紙ジャケット再発盤、2008年・2009年の廉価盤では、全曲リマスターを施し「キャンディ」を追加収録した11曲となっている。初登場8位
2. 『BT (BEST TRACKS)』（1999年3月20日）ビクターインビテーション時代の全シングル曲と一部のアルバム曲を収録。初登場16位
3. 『97BT99』（2000年3月29日）マーキュリー・ミュージックエンターテイメント在籍時の全音源を収録。初登場39位
4. 『SUPER VALUE BUCK-TICK』（2001年12月19日）マーキュリー・ミュージックエンターテイメント在籍時の音源より10曲を収録し、1800円で限定発売された。
5. 『CATALOGUE 2005』（2005年12月7日）初のメンバー選曲、かつ全キャリアからの選曲。初登場14位
6. 『CATALOGUE VICTOR→MERCURY 87-99』（2012年3月7日）デビュー25周年を記念しリリース。ビクター・マーキュリー時代にリリースされたシングルのA面曲と、そのミュージックビデオを収録したDVDの2枚組。初回限定版はこれにファン投票によって選ばれた30曲を収録したCD2枚と、MV16曲+87年から99年までのライブ映像16曲の32曲を収録したDVDの4枚組となっている。初登場11位
7. 『CATALOGUE ARIOLA 00-10』（2012年3月7日）デビュー25周年を記念しリリース。アリオラ時代にリリースされたシングルのA面曲と、そのミュージックビデオを収録したDVDの2枚組。初回限定盤にはDISC1に「MACHINE」を再録音した「MACHINE -Remodel-」の追加収録、そしてファン投票によって選ばれた30曲を収録したCD2枚と、MV16曲+2001年から2009年までのライブ映像16曲の32曲を収録したDVDの4枚組となっている。初登場10位
8. 『CATALOGUE 1987-2016』（2017年9月20日）オールタイムベスト。デビュー30周年を記念しリリース。ファンリクエスト投票結果にメンバー選曲を加えたスタジオ音源収録。初登場6位。
9. 『CATALOGUE THE BEST 35th anniv.』（2022年9月21日）デビュー35周年を記念しリリース。35年間にリリースした膨大な楽曲の中から、5つのコンセプトに基づき楽曲を再編纂した5枚組のベストアルバム。新曲「さよならシェルター」を収録。初登場8位。

### ライブ・アルバム
1. 『SWEET STRANGE LIVE DISC』（1998年8月12日）初登場17位
2. 『ONE LIFE, ONE DEATH CUT UP』（2001年3月28日）初登場32位
3. 『at the night side』（2004年4月7日）初登場34位
4. 『TOUR2014 或いはアナーキー』（2014年10月22日）タワーレコード限定販売

### トリビュート・アルバム
1. 『PARADE〜RESPECTIVE TRACKS OF BUCK-TICK〜』（2005年12月21日）
2. 『PARADE II 〜RESPECTIVE TRACKS OF BUCK-TICK〜』（2012年7月4日）
3. 『PARADE III 〜RESPECTIVE TRACKS OF BUCK-TICK〜』（2020年1月29日）

## タイアップ一覧
| 使用年 | 曲名                           | タイアップ                                                                                      |
| ------ | ------------------------------ | ----------------------------------------------------------------------------------------------- |
| 1988年 | JUST ONE MORE KISS             | 日本ビクター「CDian RC-X70」CMソング                                                            |
| 1991年 | JUPITER                        | 日本ビクター「CDioss」CMソング                                                                  |
| 1998年 | 月世界                         | テレビ東京系アニメ『Night Walker -真夜中の探偵-』オープニングテーマ                             |
| 2000年 | GLAMOROUS                      | 広島テレビ・日本テレビ系『あけすけ』9月度エンディングテーマ                                     |
| 2002年 | 極東より愛を込めて             | WOWOW『ヨーロッパサッカー』イメージソング                                                       |
| 2003年 | 残骸                           | テレビ朝日系『ビートたけしのTVタックル』エンディングテーマ                                      |
| 2003年 | 残骸                           | 日本テレビ系『爆笑問題のススメ』エンディングテーマ                                              |
| 2004年 | 幻想の花                       | テレビ朝日系『奇跡の扉 TVのチカラ』2004年1月-3月度エンディングテーマ                            |
| 2005年 | ROMANCE                        | 群馬テレビ『J-POP』3月度エンディングテーマ                                                      |
| 2005年 | ドレス (bloody trinity mix)    | WOWOWアニメ『トリニティ・ブラッド』オープニングテーマ                                           |
| 2006年 | 蜉蝣 -かげろう-                | TBS系アニメ『XXXHOLiC』エンディングテーマ（第14話 - 第23話）                                    |
| 2010年 | 独壇場Beauty                   | 日本テレビ系 MIDNITEテレビシリーズ『GALACTICA シーズン2』エンディングテーマ                     |
| 2010年 | くちづけ                       | フジテレビ系アニメ "ノイタミナ"『屍鬼』前期オープニングテーマ（第1話 - 第11話）                 |
| 2010年 | 月下麗人                       | フジテレビ系アニメ "ノイタミナ"『屍鬼』後期エンディングテーマ（第12話 - 第22話）                |
| 2012年 | エリーゼのために               | 日本テレビ系『ハッピーMusic』5月度オープニングテーマ                                            |
| 2012年 | MISS TAKE 〜僕はミス・テイク〜 | ドワンゴ「ドワンゴドットジェイピー」CMソング                                                    |
| 2013年 | LOVE PARADE                    | プレシディオ配給映画『劇場版BUCK-TICK〜バクチク現象〜Ⅰ』テーマソング                            |
| 2013年 | STEPPERS -PARADE-              | プレシディオ配給映画『劇場版 BUCK-TICK〜バクチク現象〜Ⅱ』テーマソング                           |
| 2017年 | BABEL                          | 日本テレビ MIDNITEテレビシリーズ『アンフォゲッタブル 完全記憶捜査 シーズン1』エンディングテーマ |
| 2018年 | サロメ -femme fatale-          | gumi社ゲームアプリ「クリスタル オブ リユニオン」新章テーマ曲                                    |
| 2019年 | RONDO                          | フジテレビ系アニメ『ゲゲゲの鬼太郎』第六期エンディングテーマ（第50話 - 第62話）                 |
| 2020年 | 凍える                         | テレビ東京 水ドラ25『闇芝居(生)』エンディングテーマ                                             |
| 2020年 | ケセラセラ エレジー            | VRアニメ『PEACH BOOTY G』（名古屋テレビ塔内「スピードXR」）主題歌                               |
| 2023年 | 無限 LOOP                      | 日本テレビ系『DayDay.』4月エンディングテーマ                                                    |
| 2024年 | 雷神 風神 - レゾナンス         | 日本テレビ系『DayDay.』11月エンディングテーマ                                                   |

## 書籍
- BUCK-TICK（1987年、ワニブックス）ISBN 4-88618-000-0
- LOVE ME（1989年、シンコーミュージック）ISBN 4-401-61275-2
- HYPER（1989年、ソニーマガジンズ）ISBN 4-7897-0431-9
- HYPER NUMBER 3（1990年、フールズ・メイト）
- BT8992（1992年、ロッキング・オン）ISBN 4-947599-21-9
- SHAPELESS（1994年、ソニーマガジンズ）ISBN 4-7897-0927-2
- WORDS BY BUCK-TICK（2002年、シンコーミュージック）ISBN 4-401-61726-6
- IKONOKRUSM（2002年、ソニーマガジンズ）ISBN 4-7897-1873-5
- TOUR GUIDE BOOK/13th FLOOR WITH MOONSHINE（2005年、ぴあ）ISBN 4-8356-0747-3
- ORAL HISTORY-20th ANNIVERSARY SPECIAL BOOK（2006年、ソニーマガジンズ）ISBN 4-7897-2778-5
- BUCK-TICK TOUR 2009 memento mori PIX（2009年、フールズ・メイト）ISBN 4-9387-1662-3
- 星野英彦　Simply Life（2012年、音楽と人）ISBN 4-903979-17-2
- BUCK-TICK GUITAR ARCHIVES 1987-2012（2012年、シンコーミュージック）
- BUCK-TICK 25th Anniversary BOOK「B-T DATA」（2013年 エンタブレイン / (株)角川グループパブリッシング）
- 樋口豊　ユータ（2014年、音楽と人）ISBN 4-903979-22-9
- ヤガミ・トール自伝「1977」（2018年、音楽と人）ISBN 978-4-903979-28-1
- BUCK-TICK GUITAR ARCHIVES 1987-2023［revised edition］（2023年7月24日、シンコーミュージック）ISBN 978-4-401653-76-8

## ラジオ
- THE MUSIC OF NOTE『BUCK-TICK 櫻井敦司とくるみちゃんの部屋』（2022年10月7日 - 12月30日〈毎週金曜日21：00 - 22：00、全13回〉、FM COCOLO） - 櫻井がパーソナリティとして出演。初のラジオレギュラー番組。ちわきまゆみと共演[89][90]

### 関連書籍
- 天使のざわめき（1990年、太田出版）ISBN 4-900416-83-5
- 誰も教えてくれなかった本当のポップ・ミュージック論（2014年 シンコーミュージック）